# 오하시 쓰토무
오하시 쓰토무(일본어: 大橋 力, おおはし つとむ, 1933년 ~ )는 일본의 예술가, 과학자이다.
도치기현 태생으로 도호쿠 대학 농학부 졸업하고 농학 박사학위를 취득, 쓰쿠바 대학 강사, 문부성 방송 교육 개발 센터(현 미디어 교육 개발 센터) 교수, 지바 공업대학교 교수, ATR 인간 정보 통신 연구소 감성 뇌 기능 특별 연구실장 등을 지냈다. 예술가로서는 작곡이나 지휘, 연출, 제작 등에 종사하는 한편, 과학자로서는 정보 환경학, 감성 과학, 연출 공학, 분자생물학, 인공생명, 생태 인류학 등의 분야에서 활약하였으며, 현재 문명 과학 연구소소장, 재단법인 국제 과학 진흥 재단 이사·주석 연구원으로 재직중이다.
1974년에 게노야마시로구미(芸能山城組)를 창립하여 야마시로 쇼지(山城祥二)의 이름으로 주재 하고 있다.

## 같이 보기
- 극초음속 효과